# Carl Josefsson
Carl Vilhelm "Kalle-Knubb" Josefsson, född 1 september 1895 i Hedvig Eleonora församling, Stockholm, död 3 november 1974 i Huddinge församling, Stockholms län
, var en svensk ishockeymålvakt.
Josefsson spelade för Kronobergs IK säsongen 1920–1921 och Nacka SK mellan åren 1921 och 1932. Han deltog i Sveriges herrlandslag i ishockey vid de EM i ishockey 1922 där Sverige slutade tvåa och vid de Olympiska vinterspelen 1924 med en fjärdeplats som resultat. Totalt spelade han 12 matcher för Sverige.